# Етнікос (футбольний клуб, Пірей)
Етнікос Пірей (грец. Εθνικός Πειραιώς) — футбольний клуб міста Пірей, Греція. Нині грає у Бета Етнікі, другій національній лізі.

## Відомі гравці
Греція
- Йоргос Хатзіандреу
- Філіппос Курантіс
- Янніс Хельміс
- Йоргос Зантіотіс
- Дімітріс Зурнтос
- Костас Хуміс
- Статіс Манталозіс
- Янніс Іоанну
- Алекос Козамполіс
- Нікос Лекацас
- Маноліс Карнасопуліс
- Христос Карауланіс
- Маноліс Клікопулос
- Стеліос Нікофоракіс
- Маноліс Папазоглу
- Костас Валліанос
- Дімітріс Хатзіяннопулос
- Ангелос Креммідіс
- Андреас Антонатос
- Петрос Левентакос
- Дімітріс Елефтеріадіс
- Міхаліс Крітікопулос
- Дімітріс Мутафіс
- Христос Хатзііоаннідіс
- Христос Арванітіс
- Дімітріс Стаматакіс
- Маноліс Вамвакусіс
- Панайотіс Коттідіс
- Йоргос Караїскос
- Тасос Мітропулос
- Танасіс Інтзоглу
- Янніс Анастасіу
- Міхаліс Капсіс
- Андреас Нініадіс
- Васіліс Цартас
- Діонісіс Хіотіс

Інші країни
- Даніел Батішта Ліма
- Фото Стракоша
- Аріан Белай
- Джоель Епале
- Джованні Сілва де Олівейра

## Досягнення
- Володар кубка Греції — 1932/33